# Грекул Степан Ростиславович
Степа́н Ростисла́вович Гре́кул (9 січня 1997, Шипинці, Україна) — український боксер-аматор, дворазовий чемпіон України з боксу у напівважкій вазі (2017, 2018). Чемпіон Європи серед молоді (2018). Майстер спорту міжнародного класу.

## Життя
Степан Грекул народився у Шипинцях Чернівецької області. Боксом розпочав займатися у 7-річному віці з подачі діда, що привів хлопця до тренера Андрія Рудого.
Паралельно з боксерською кар'єрою здобував вищу освіту на кафедрі фізичної культури К-ПНУ імені Івана Огієнка.

## Досягнення

### Аматорські змагання серед дорослих
- Чемпіон України (2): 2017, 2018
- Бронзовий призер чемпіонату України (1): 2016
- Майстер спорту міжнародного класу[4]

### Юнацькі та молодіжні змагання
- Чемпіон Європи серед молоді (1): 2018
- Бронзовий призер чемпіонату Європи серед молоді (1): 2017
- Срібний призер чемпіонату Європи серед юнаків (1): 2013[5]
- Бронзовий призер чемпіонату Європи серед школярів (U-13/14) (1): 2011

## Цікаві факти
- Хобі Степана — скульптура, малювання та гра в теніс[6].
- В юнацтві Степан Грекул мав улюбленого пса, разом з яким працював над своєю фізичною підготовкою, бігаючи 10-кілометрові кроси[2].